# Суб'єкт оціночної діяльності
Суб'єкт оці́ночної діяльності (також поширена абревіатура СОД) — суб'єкт господарювання, юридична або фізична особа, що займатися оціночною діяльністю згідно з чинним законодавством України та відповідає певним вимогам, у складі яких працює хоча б один оцінювач, та які отримали сертифікат суб'єкта оціночної діяльності.
Основним документом в цій галузі є Закон України «Про оцінку майна, майнових прав та професійну оціночну діяльність в Україні», а вимоги до оцінки конкретних установ регулюються додатково також постановами, наказами та іншими нормативними документами Кабінету міністрів, Фонду державного майна, Державної податкової адміністрації тощо.